# José Luis Jerez
José Luis Jerez Cerna (26 de junio de 1978, Santiago, Chile) es un exfutbolista chileno, que jugaba como mediocampista. Su último club fue Deportes La Serena.

## Trayectoria
Comenzó su carrera profesional en Unión Española, donde hizo su debut en el año 1996, donde jugó 16 partidos hasta 1998. En ese año fue enviado a préstamo a Ñublense de la Primera B chilena, donde permaneció un año, volviendo a su primer equipo Unión Española. En su retorno que duró seis años, jugó 146 partidos y anotó 30 goles, además de coronarse Campeón del Apertura 2005
En enero de 2006 fue transferido a Colo-Colo donde sería tricampeón en el año 2006 y apertura 2007, dio el pase del gol para Humberto Suazo en la final de este último campeonato. También llegó junto a Colo-Colo a la final de la Copa Sudamericana del año 2006 cayendo ante el Pachuca mexicano.

## Selección nacional
Jugó solo un partido en la selección adulta, el 20 de octubre de 2003, contra la selección de China.

#### Partidos internacionales
| 1     | 20 de agosto de 2003 | Estadio Minyuan, Tianjin, China | China      | 0-0 | Chile |   |  | Juvenal Olmos | Amistoso |
| Total | Total                | Total                           | Presencias | 1   | Goles | 0 |  |               |          |

| Selección chilena | Selección chilena | Selección chilena |
| Año               | Partidos          | Goles             |
| ----------------- | ----------------- | ----------------- |
| 2003              | 1                 | 0                 |
| Total             | 1                 | 0                 |

## Clubes
| Club                | País   | Año       |
| ------------------- | ------ | --------- |
| Unión Española      | Chile  | 1996-2005 |
| → Ñublense (cedido) | Chile  | 1998      |
| Colo-Colo           | Chile  | 2006-2007 |
| Ethnikos Piraeus    | Grecia | 2007-2008 |
| Panserraikos F.C.   | Grecia | 2008-2009 |
| Cobreloa            | Chile  | 2010-2011 |
| Deportes La Serena  | Chile  | 2011-2012 |

## Palmarés

### Campeonatos nacionales
| Título           | Club           | País  | Año    |
| ---------------- | -------------- | ----- | ------ |
| Primera B        | Unión Española | Chile | 1999   |
| Primera División | Unión Española | Chile | 2005-A |
| Primera División | Colo-Colo      | Chile | 2006-A |
| Primera División | Colo-Colo      | Chile | 2006-C |
| Primera División | Colo-Colo      | Chile | 2007-A |

- Datos: Q5861060